# Harvey Clark
Harvey Clark (Chelsea, 4 ottobre 1885 – Hollywood, 19 luglio 1938) è stato un attore statunitense.

## Biografia
Iniziò la carriera cinematografica nel 1915, all'epoca del muto, lavorando fino all'anno della sua morte, nel 1938.
Attore caratterista, apparve in oltre duecento film, ma fu anche interprete di teatro e di vaudeville.

## Filmografia
- The Artist's Model, regia di Richard V. Spencer - cortometraggio (1915)
- The Riddle of the Wooden Leg, regia di Raymond B. West - cortometraggio (1915)
- The Darkening Trail, regia di William S. Hart (1915)
- His Superficial Wife, regia di Walter Edwards - cortometraggio (1915)
- Over Secret Wires, regia di Tom Chatterton - cortometraggio (1915)
- I tre moschettieri (The Three Musketeers), regia di Charles Swickard (1916)
- Powers That Prey, regia di Henry King (1918)
- Repaid, regia di Thomas Ricketts - cortometraggio (1916)
- Convicted for Murder, regia di Thomas Ricketts - cortometraggio (1916)
- The Sheriff of Plumas, regia di Warren Ellsworth - cortometraggio (1916)
- The Sign of the Spade, regia di Murdock MacQuarrie (1916)
- Honor Thy Name, regia di Charles Giblyn (1916)
- Nell Dale's Men Folks, regia di Frank Borzage - cortometraggio (1916)
- Youth's Endearing Charm, regia di William C. Dowlan (1916)
- Matchin' Jim, regia di Frank Borzage - cortometraggio (1916)
- Land o' Lizards, regia di Frank Borzage (1916)
- The Voice of Love, regia di Rae Berger (1916)
- Lonesome Town, regia di Thomas N. Heffron (1916)
- The Innocence of Lizette, regia di James Kirkwood (1916)
- The Gentle Intruder, regia di James Kirkwood (1917)
- Environment, regia di James Kirkwood (1917)
- The Frame-Up, regia di Edward Sloman (1917)
- Periwinkle, regia di James Kirkwood (1917)
- Snap Judgment, regia di Edward Sloman (1917)
- New York Luck, regia di Edward Sloman (1917)
- In Bad, regia di Edward Sloman (1918)
- The Midnight Trail, regia di Edward Sloman (1918)
- Powers That Prey, regia di Henry King (1918)
- High Stakes, regia di Arthur Hoyt (1918)
- Marked Cards, regia di Henri D'Elba (1918)
- The Golden Fleece, regia di Gilbert P. Hamilton (1918)
- Shifting Sands, regia di Albert Parker (1918)
- Love's Pay Day, regia di E. Mason Hopper (1918)
- Restless Souls, regia di William C. Dowlan (1919)
- Whom the Gods Would Destroy, regia di Frank Borzage (1919)
- Prigioniera d'amore (Love's Prisoner), regia di John Francis Dillon (1919)
- A Sporting Chance, regia di Henry King (1919)
- Prudence on Broadway, regia di Frank Borzage (1919)
- This Hero Stuff, regia di Henry King (1919)
- Six Feet Four, regia di Henry King (1919)
- Eve in Exile, regia di Burton George (1919)
- The Valley of Tomorrow, regia di Emmett J. Flynn (1920)
- The Dangerous Talent, regia di George L. Cox (1920)
- The Honey Bee, regia di Rupert Julian (1920)
- Leave It to Me, regia di Emmett J. Flynn (1920)
- The Week-End, regia di George L. Cox (1920)
- An Arabian Knight, regia di Charles Swickard (1920)
- Milestones, regia di Paul Scardon (1920)
- The Money Changers, regia di Jack Conway (1920)
- Dice of Destiny, regia di Henry King (1920)
- The Servant in the House, regia di Jack Conway (1921)
- Payment Guaranteed, regia di George L. Cox (1921)
- The Kiss, regia di Jack Conway (1921)
- Her Face Value, regia di Thomas N. Heffron (1921)
- Their Mutual Child, regia di George L. Cox (1921)
- The Gray Dawn aa.vv. (1922)
- Shattered Idols, regia di Edward Sloman (1922)
- Money to Burn, regia di Rowland V. Lee (1922)
- Elope If You Must, regia di C.R. Wallace (1922)
- The Men of Zanzibar, regia di Rowland V. Lee (1922)
- Alias Julius Caesar, regia di Charles Ray (1922)
- Don't Shoot, regia di Jack Conway (1922)
- The Woman He Loved, regia di Edward Sloman (1922)
- Mixed Faces, regia di Rowland V. Lee (1922)
- Thelma, regia di Chester Bennett (1922)
- Brass, regia di Sidney Franklin (1923)
- The Man Who Won, regia di William A. Wellman (1923)
- Second Hand Love, regia di William A. Wellman (1923)
- High Gear Jeffrey, regia di Edward Sloman (1923)
- In the Palace of the King, regia di Emmett J. Flynn (1923)
- Secrets, regia di Frank Borzage (1924)
- The Man Who Came Back, regia di Emmett J. Flynn (1924)
- Il cavallo d'acciaio (The Iron Horse), regia di John Ford (1924)
- Quello che prende gli schiaffi (He Who Gets Slapped), regia di Victor Sjöström (1924)
- The Roughneck, regia di Jack Conway (1924)
- Cuore di combattente (The Fighting Heart), regia di John Ford (1925)
- Ladies' Night in a Turkish Bath, regia di Edward F. Cline (1928)
- Red-Headed Woman, regia di Jack Conway (1932)
- A Shriek in the Night, regia di Albert Ray (1933)
- Charlie Chan's Courage, regia di Eugene Forde e George Hadden (1934)
- I tre padrini (Three Godfathers), regia di Richard Boleslawski (1936)
- Avventura a mezzanotte (It's Love I'm After), regia di Archie Mayo (1937)